# تپه صوفی بهرام
تپه صوفی بهرام رازیان مربوط به عصر آهن - دوره سلجوقیان است و در شهرستان کرمانشاه، بخش مرکزی، دهستان رازآور، ۲۰۰ متری روستای رازیان واقع شده و این اثر در تاریخ ۷ خرداد ۱۳۸۷ با شمارهٔ ثبت ۲۲۸۰۸ به‌عنوان یکی از آثار ملی ایران به ثبت رسیده است.